# Vagabond Luck
Vagabond Luck er en amerikansk en stumfilm fra 1919, et komediedrama instrueret af Scott R. Dunlap, og med Albert Ray, Elinor Fair, Jack Rollens, John Cossar og William Ryno i hovedrollerne. Filmen blev udgivet af Fox Film Corporation den 16. november 1919.

## Medvirkende
- Albert Ray som Jimmie Driscoll
- Elinor Fair som Joy Bell
- Jack Rollens som Harry Bell
- John Cossar som Jim Richardson
- William Ryno